# Ritschky (Sumy)
Ritschky (ukrainisch Річки; russisch Речки Retschki) ist ein Dorf in der ukrainischen Oblast Sumy mit etwa 1000 Einwohnern (2025).
Das in den 1660er Jahren gegründete Dorf liegt an mehreren, kleinen, dem Seim zufließenden Flüssen, 18 km östlich vom ehemaligen Rajonzentrum Bilopillja und 37 km nordwestlich vom Oblastzentrum Sumy.

## Verwaltungsgliederung
Am 5. September 2016 wurde das Dorf zum Zentrum der neugegründeten Landgemeinde Ritschky (Річківська сільська громада/Ritschkiwska silska hromada). Zu dieser zählen auch die 30 in der folgenden Tabelle aufgelisteten Dörfer sowie die Ansiedlung Ambary (Амбари), bis dahin bildete es zusammen mit dem Dorf Bajicha die gleichnamige Landratsgemeinde Ritschky (Річківська сільська рада/Ritschkiwska silska rada) im Nordosten des Rajons Bilopillja.
- Atynske (Атинське)
- Bajicha (Баїха)
- Bessaliwka (Безсалівка)
- Bessokyrne (Безсокирне)
- Bilowyschnewe (Біловишневе)
- Budky (Будки)
- Dihtjarne (Дігтярне)
- Holyschiwske (Голишівське)
- Horobiwka (Горобівка)
- Iskryskiwschtschyna (Іскрисківщина)
- Kateryniwka (Катеринівка)
- Korschatschyna (Коршачина)
- Kysla Dubyna (Кисла Дубина)
- Makijiwka (Макіївка)
- Maxymiwschtschyna (Максимівщина)
- Meljatschycha (Мелячиха)
- Myrlohy (Мирлоги)
- Neskutschne (Нескучне)
- Obody (Ободи)
- Omeltschenky (Омельченки)
- Pawliwka (Павлівка)
- Rohisne (Рогізне)
- Ryschiwka (Рижівка)
- Saritschne (Зарічне)
- Schpyl (Шпиль)
- Selene (Зелене)
- Soljanyky (Соляники)
- Stukaliwka (Стукалівка)
- Synjak (Синяк)
- Wolfyne (Волфине)

Am 19. Juni 2018 kam es auf Grund einer Klage des Dorfes Pawliwka zur Verkleinerung der Landgemeinde auf die 15 in der untenstehenden Tabelle aufgelisteten Dörfer sowie der Ansiedlung Ambary.
Am 17. Juli 2020 kam es im Zuge einer großen Rajonsreform zum Anschluss des Rajonsgebietes an den Rajon Sumy.
Folgende Orte sind neben dem Hauptort Ritschky Teil der Gemeinde:
| Name                     | Name         | Name                             |
| ukrainisch transkribiert | ukrainisch   | russisch                         |
| ------------------------ | ------------ | -------------------------------- |
| Ambary                   | Амбари       | Амбары                           |
| Bajicha                  | Баїха        | Баиха (Baicha)                   |
| Barylo                   | Барило       | Барыло                           |
| Bessokyrne               | Безсокирне   | Бессокирное (Bessokirnoje)       |
| Bilany                   | Білани       | Беланы (Belany)                  |
| Bilowyschnewe            | Біловишневе  | Беловишневое (Belowischnewoje)   |
| Holowatschi              | Головачі     | Головачи (Golowatschi)           |
| Horobiwka                | Горобівка    | Горобовка (Gorobowka)            |
| Korschatschyna           | Коршачина    | Коршачина (Korschatschina)       |
| Krawtschenkowe           | Кравченкове  | Кравченково (Krawtschenkowo)     |
| Maksymiwschtschyna       | Максимівщина | Максимовщина (Maximowschtschina) |
| Omeltschenky             | Омельченки   | Омельченки (Omeltschenki)        |
| Saritschne               | Зарічне      | Заречное (Saretschnoje)          |
| Selene                   | Зелене       | Зелёное (Seljonoje)              |
| Synjak                   | Синяк        | Синяк (Sinjak)                   |
| Wyry                     | Вири         | Виры (Wiry)                      |

## Söhne und Töchter der Ortschaft
- Stepan Pawlowitsch Suprun (1907–1941), sowjetischer Testpilot, Jagdflieger und zweifacher Held der Sowjetunion[1]